# 陈钦 (少将)
陈钦（1915年—2003年），原名宋能德，出生于四川省南部县谢河乡，中国人民解放军开国少将。
1933年参加中国工农红军。曾任中国人民解放军南京军区空军参谋长。1955年，授予中国人民解放军少将。2003年逝世后，安葬于南京市雨花功德园。